# Бодрон де Сенесе, Антуан
Антуа́н Бодро́н де Сенесе́ (фр. Antoine Bauderon de Sénecé; 1643 года, Макон — 1737 года, там же) — французский придворный поэт, камердинер королевы Марии-Терезы, поэт-сатирик, эпиграмматист и археолог.

## Творчество
- «Nouvelles en vers» (стихотворные новеллы; 1695), включающие нравоучительную сказку «La confiance perdue, ou le Serpent mangeur de kaïmack» («Потерянное доверие»);
- «Satires nouvelles» (1695);
- сборник «Эпиграммы и разные стихотворения» («Epigrammes et pièces mêlées»; 1717);
- «Oeuvres diverses», 1805;
- «Collection des petits classiques» («Oeuvres choisies», 1826);
- посмертное издание — «Oeuvres posthumes» изданы Шалем в 1856 г.

## Пушкинский перевод
В молодости А. С. Пушкин читал произведения Антуана де Сенесе и даже пытался переводить одну его стихотворную сказку. Начатый перевод был найден в пушкинских рукописях за апрель-май 1821 года — «Недавно бедный музульман» — и впервые напечатан в 1884 году.